# Poliamid

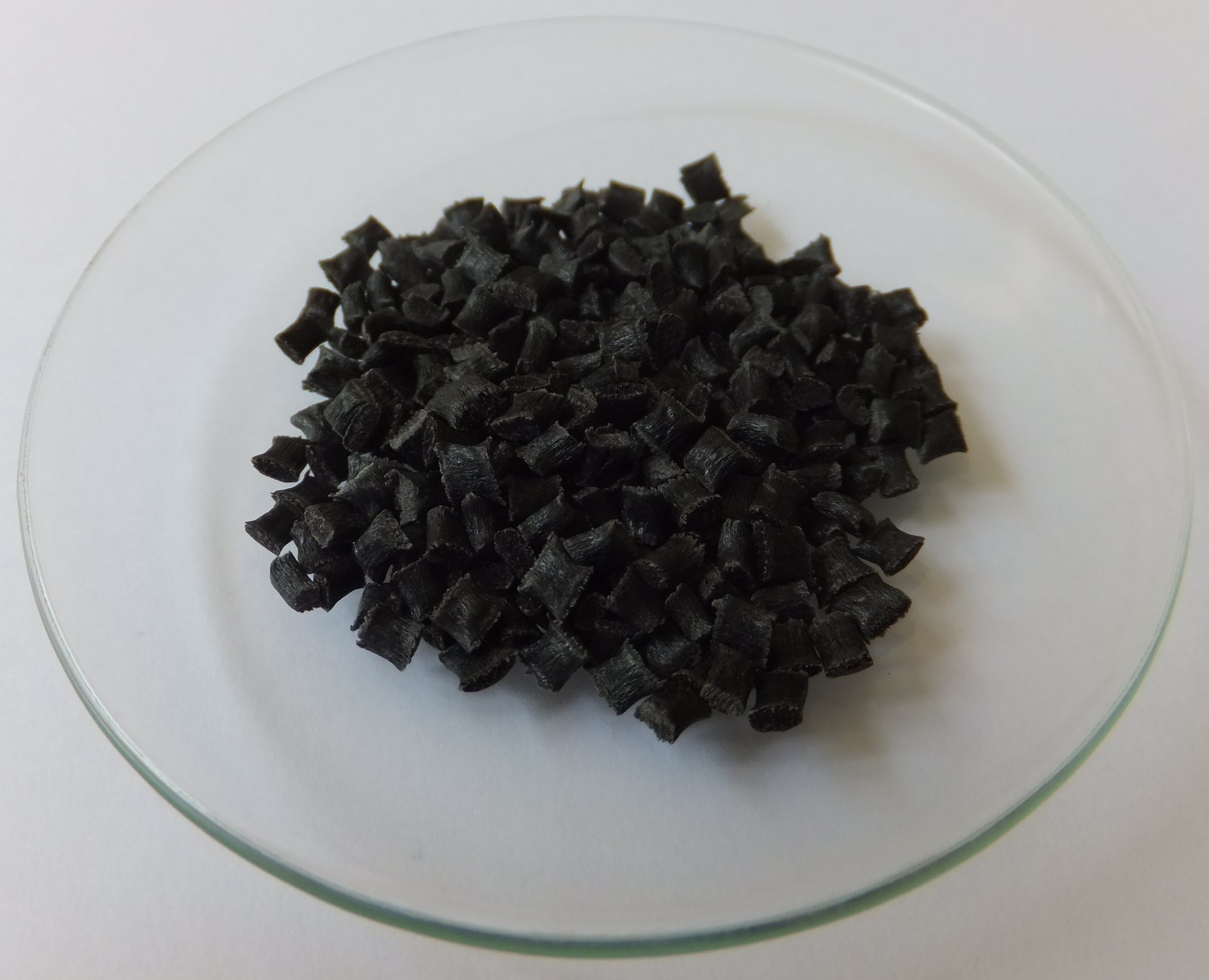
Poliamid granulátum

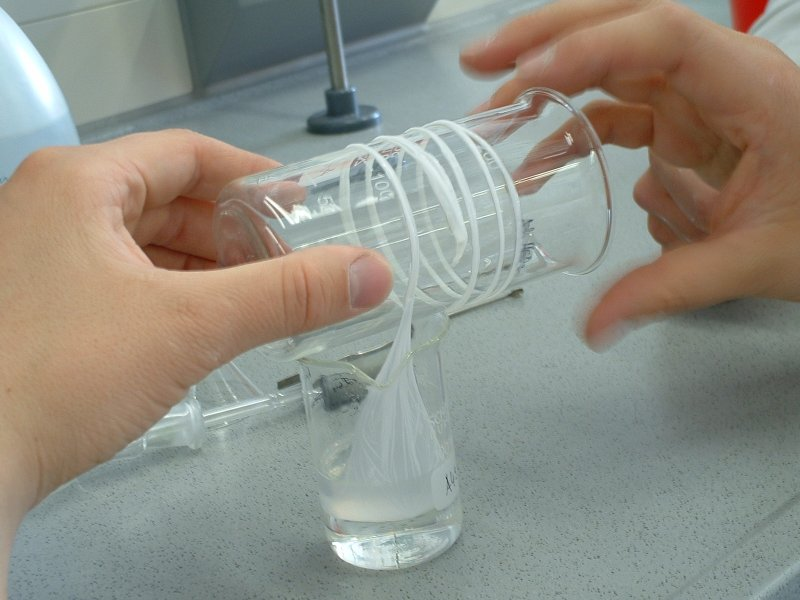
Nejlon (Nylon 6.6) fonal egy laborban

A poliamidok olyan polimerek, melyek monomerjeit amidkötés köti össze. Léteznek természetes poliamidok (pl. a fehérjék), de ismertek mesterségesen előállított poliamidok is, melyek legtöbbje hőre lágyuló polikondenzációs műanyag. A mesterséges polimerek molekulái lineáris polimerláncban (−CO−NH−) karboxi-amidcsoportokat tartalmaznak, amelyek szabályos távolságban ismétlődnek.
Többféle mesterséges variánsa ismert, ezeket az alapszerkezetben – a nitrogénatomok között – elhelyezkedő szénatomok számától függően csoportosíthatjuk. Például a poliamid 6 monomeregysége 6 db szénatomot tartalmaz, a poliamid 6.6-ot alkotó két monomer 6-6 szénatomot tartalmaz.
A poliamid termékek jelentős részét az ún. nylon (nejlon) variánsok teszik ki, melyekkel az anyag megnevezésében is találkozhatunk (pl. poliamid 6.10 = Nylon 6.10), de a poliamidok közé tartoznak pl. a szénszálhoz hasonló erősségű aramidok is.

## A legfontosabb poliamidok

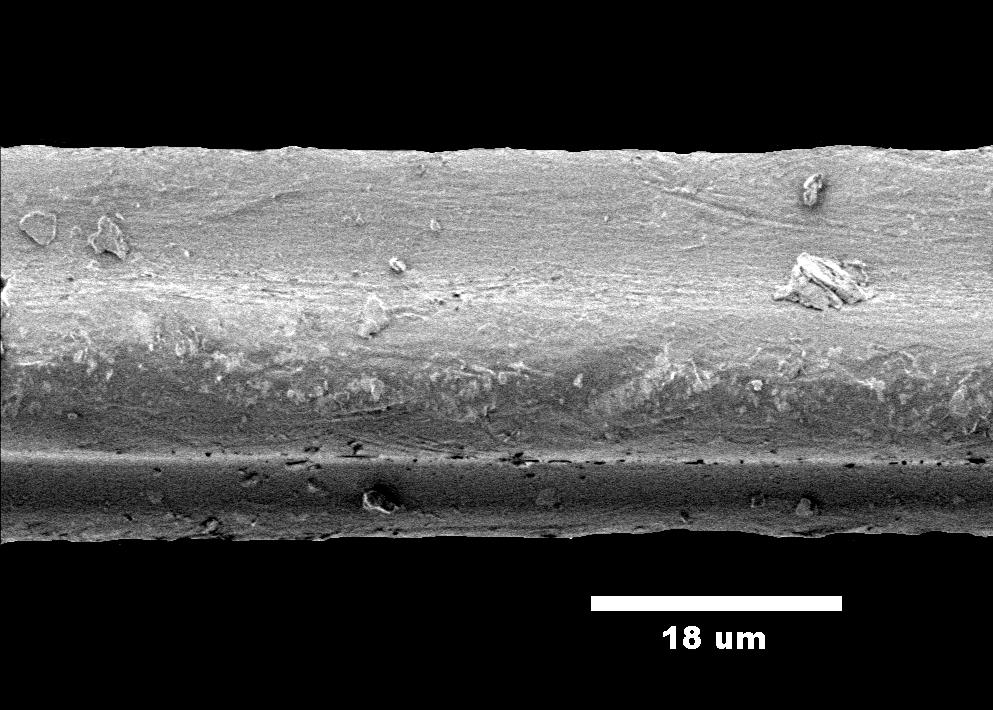
Nejlon szál mikroszkópos felvétele

- Poliamid 6 - Elsőként Németországban állították elő, 1938 körül. Előállításához kaprolaktámot használtak. Monomeregysége:

[−NH−(CH2)5−CO−]n
- Poliamid 6.6 - 1935 körül állították elő az USA-ban. Adipinsavból és hexametilén-diaminból gyártják.

[−NH−(CH2)6−NH−CO−(CH2)4−CO−]n
- Poliamid 11 - Franciaországban dolgozták ki, aminoundekánsav felhasználásával:

[−NH−(CH2)10−CO−]n
- Poliamid 12 - lauril-laktám alapú, Németországból származik:

[−HN−(CH2)11−CO−]n

## Általános tulajdonságok
Általános tulajdonságai a metilén- és amidcsoportok (CH2/CONH) arányának és helyzetének megváltoztatásával jól módosíthatóak, de a tulajdonságait befolyásolja a kristályosodási fok és a kristálymorfológia (alak) is. A metilén- és amidcsoportok arányának csökkentésével az anyag:
- ridegsége, keménysége, kopásállósága nő;
- hőtágulása csökken;
- olvadáspontja, vízfelvétele növekszik;
- szívóssága, vegyi ellenálló képessége csökken.

Általánosságban elmondható, hogy viszonylag nagy a szilárdsága (70–110 MPa) és keménysége (Rockwell-keménység szerint: M 85 – M 98). Jó a kifáradási szilárdsága, csillapítási képessége és a csúszási tulajdonságai (μ = 0,15–0,5), mint ahogy a kopásállósága is. Viszonylag széles hőmérsékleti tartományban (−40 °C-tól +140 °C-ig) felhasználható.
A nagymértékben testre szabható tulajdonságainak köszönhetően különböző adalékanyagok hozzáadásával többféle kompozitanyag hozható létre.

## Főbb alkalmazási területek
A poliamidok nagyon fontosak a textiliparban (PA szálak, szövetek). Készülnek belőle női harisnyák, fehérneműk, szőnyegek, kötelek, védőruhák. De ezen kívül – a nagy mértékű variálhatóságának köszönhetően (többféle molekulaszerkezet és nagy számú kompozit anyag) – rendkívül széles körben használható. Pl. szigetelőanyagként, forró gázok szűrésére alkalmas betéteknél, gumiabroncs erősítésére, horgászzsinórok és kefeipari sörték előállítására is.

## Aramidok

A Kevlar^{®} kémiai szerkezete

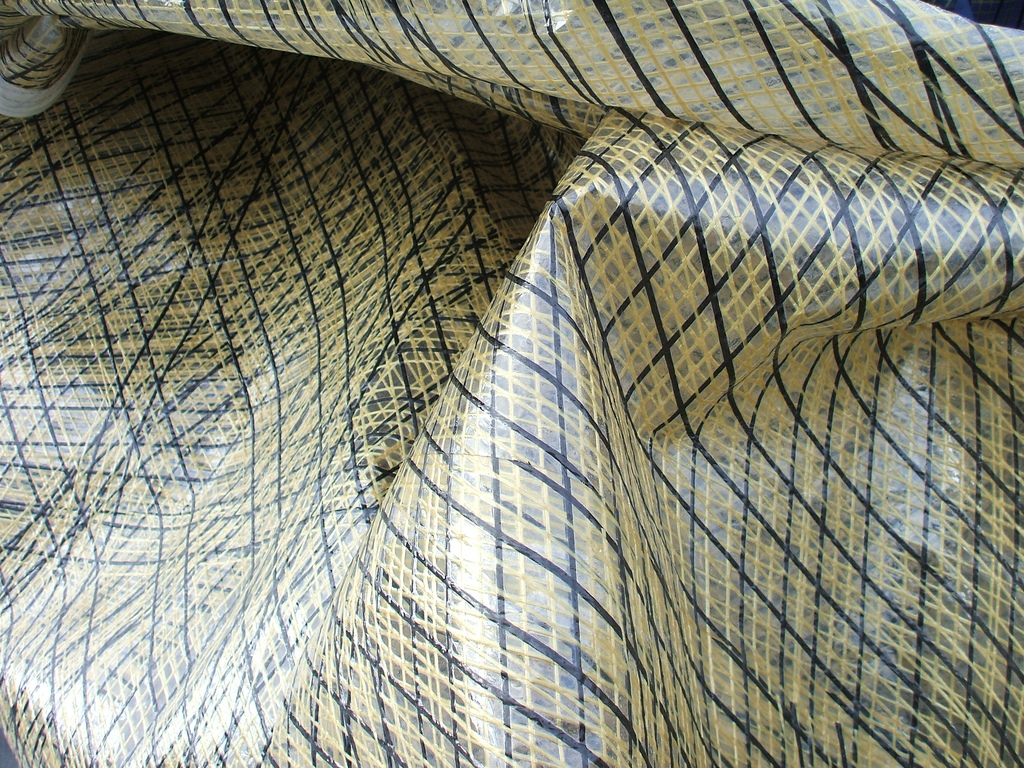
Laminált Szénszál-Kevlar^{®} szövet alapú hajóvitorla (sárga szín: kevlar; fekete: szénszál)

Az aramidok az aromás poliamidok csoportjába tartozó vegyületek. Főleg kevlár néven ismertek, azonban a Kevlar® a DuPont bejegyzett védjegye.
Többféle változata is ismert:
- para-feniléndiamin-ftálsavamid (Kevlar® -DuPont)
- meta-feniléndiamin-ftálsavamid (Nomex® -DuPont)
- részben aromás poliamid (Trogamid® -Hüls)

A műanyagok közül leginkább a nagyon magas – 3000 MPa feletti – szakítószilárdságukkal tűnnek ki (hasonló súlyú acélnál körülbelül ötször nagyobb a szakítószilárdságuk), emellett jóval kisebb a sűrűségük, korrózióállóak és a savaknak-lúgoknak is ellenállnak.
A hőtágulási együtthatójuk negatív, ezért amikor az őket körülvevő ún. mátrixgyanta tágul, az aramidok zsugorodnak. Ennek köszönhetően az aramid alapú kompozitok hő hatására is tartják a méretüket.

### Megmunkálás
Nagy a vízfelvevő képességük (még a levegő páratartalma is hatással van rájuk), ezért kb. 15%-kal több gyantát kell használni a kompozit anyag készítésekor. Vágásuk hagyományos ollóval szinte lehetetlen, mert kicsúsznak az olló élei közül a szálak, csiszolásuk pedig nagy szakértelmet igényel.

### Felhasználás
Felhasználják többek között golyóálló mellényekben, katonai felszereléseknél, a repülés- és űrtechnikában, hajóknál, tenger alatt húzódó kábelek védőborításaként és vágásálló kesztyűknél is.